# Cathédrale du Sacré-Cœur de Bendigo
Cette  cathédrale n’est pas la seule cathédrale du Sacré-Cœur.
La cathédrale du Sacré-Cœur de Bendigo est une cathédrale catholique située en Australie dans l'État du Victoria, dans la ville de Bendigo. 
C'est la plus grande cathédrale d'Australie en dehors de Sydney et de Melbourne et c'est l'une des dernières cathédrales gothiques construites dans le monde.
L'architecte est William Tappin de l'agence australienne Reed Smart & Tappan.
Le bâtiment est en pierre de taille avec du marbre de Sicile pour les murs.

## Historique
Sa construction, qui a commencé en 1897, a été rendue possible grâce à l'action et à la fortune d'Henry Backhaus (1811-1882), un prêtre qui avait fait fortune dans la prospection aurifère.
Après un long intervalle, les travaux ont recommencé en 1954 pour construire la flèche du transept, et ont duré jusqu'en 1977 suivant les plans d'une autre agence, Bates, Smart and McCutcheon.
La cathédrale a été rénovée en 2003.

## Dimensions
Les dimensions de l'édifice sont les suivantes :
- hauteur sous plafond : 24 mètres ;
- longueur : 75,7 mètres ;
- hauteur de la flèche du transept : 86,6 mètres ;
- largeur : 43,5 mètres.

Il y a un au sommet de la plus haute flèche, au transept, une croix de bronze de 7 mètres de hauteur, pesant 3 tonnes.

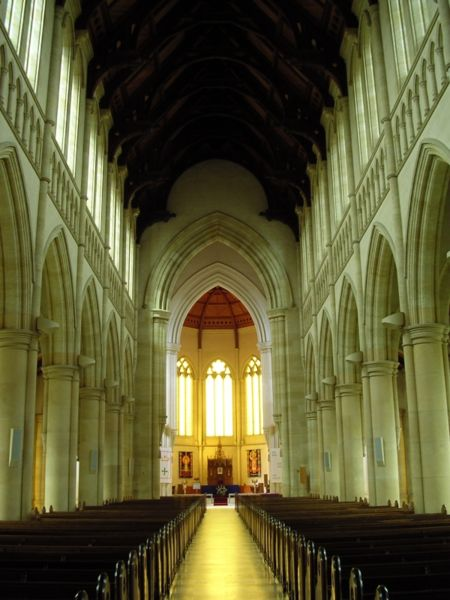
Intérieur de la cathédrale